# Списки найбагатших людей
Списки найбагатших людей
- Мільярдери світу (англ. The World's Billionaires) — один з найвідоміших і широко визнаних щорічних списків найбагатших людей у світі, публікується журналом Forbes.
- Покажчик мільярдерів від Блумберга[en] — впливове джерело, яке визначає найбагатших людей на підставі фінансової інформації та даних про акції.
- Hurun Global Rich List — публікується компанією Hurun Report, яка спеціалізується на вивченні багатства та розвитку в Китаї та інших країнах Азії.

Списки найбагатших людей за країнами:
- The Sunday Times Rich List — Список найбагатших людей у Великобританії, що публікується щорічно газетою The Sunday Times.
- Forbes 400 — Список найбагатших осіб у Сполучених Штатах, також складений журналом Forbes